# Masdevallia ephelota
Masdevallia ephelota är en orkidéart som beskrevs av Carlyle August Luer och Cloes. Masdevallia ephelota ingår i släktet Masdevallia och familjen orkidéer.
Artens utbredningsområde är Peru. Inga underarter finns listade i Catalogue of Life.